# توستن آکرمن
توستن آکرمن (انگلیسی: Tusten Ackerman; october ۷, ۱۹۰۱ – ۱۷ مه ۱۹۹۷ (۹۵ ساله)) بازیکن بسکتبال اهل ایالات متحده آمریکا بود.